# Віма-Міке (комуна)
Віма-Міке (рум. Vima Mică) — комуна у повіті Марамуреш в Румунії. До складу комуни входять такі села (дані про населення за 2002 рік):
- Аспра (60 осіб)
- Віма-Маре (446 осіб)
- Віма-Міке (412 осіб) — адміністративний центр комуни
- Дялу-Корбулуй (101 особа)
- Жугестрень (59 осіб)
- Петерітя (273 особи)
- Селніца (286 осіб)

Комуна розташована на відстані 378 км на північний захід від Бухареста, 29 км на південь від Бая-Маре, 71 км на північ від Клуж-Напоки.

## Населення
За даними перепису населення 2002 року у комуні проживали 1637 осіб.
Національний склад населення комуни:
| Національність | Кількість осіб | Відсоток |
| -------------- | -------------- | -------- |
| румуни         | 1634           | 99,8%    |
| угорці         | 3              | 0,2%     |

Рідною мовою назвали:
| Мова      | Кількість осіб | Відсоток |
| --------- | -------------- | -------- |
| румунська | 1634           | 99,8%    |
| угорська  | 3              | 0,2%     |

Склад населення комуни за віросповіданням:
| Релігія            | Кількість осіб | Відсоток |
| ------------------ | -------------- | -------- |
| православні        | 1421           | 86,8%    |
| п'ятдесятники      | 136            | 8,3%     |
| греко-католики     | 49             | 3,0%     |
| римо-католики      | 2              | 0,1%     |
| не релігійні       | 2              | 0,1%     |
| реформати          | 1              | 0,1%     |
| не вказали релігію | 1              | 0,1%     |